# Emergent-Lleida
Emergent-Lleida va ser un festival de Fotografia que va néixer l'any 2008 com una iniciativa de l'Associació de Fotògrafs Professionals de Lleida i Comarques. Dirigit en les seves quatre edicions per Jesús Vilamajó, tenia la ferma intenció d'erigir-se com a "espai" amb identitat pròpia per impulsar i divulgar l'obra de joves talents que tenen la fotografia com a eina d'expressió artística bàsica o esencial i, molt especialment, aquells que vinculats a les escoles de fotografia i art tenen com a objectiu créixer com a artistes. Al mateix temps Emergent-Lleida plantejava, des de les terres de Ponent, treballar al voltant de la fotografia i l'art com a eina per construir societat i donar un impuls cultural al territori.
Cada any, el festival apadrinava un grup de quaranta artistes i fotògrafs emergents de l'àmbit europeu a través d'una convocatòria pública, i els ofereria un espai on mostrar el seu dossier de presentació a agents del sector de l'art; d'entre altres, van passar professionals com el fundador de l'agència VU, els fotògrafs Jordi Bernadó i Manel Úbeda, Joana Hurtado (crítca de La Vanguardia i comissària), de les galeries d'art Valid Foto i H2O, de l'escola Elisava, de la Fundació Photographic Social Vision, del Centre Cívic Can Basté o de la revista Piel de Foto. També convocava un concurs, juntament amb la Fundació Sorigué, destinat als fotògrafs emergents.
En la convocatòria de 2010 el fotògraf Joan Fontcuberta va dirigir un taller, impartit per la fotoperiodista Susan Meiselas, de l'agència Magnum, i Oriol Maspons va rebre el Premi Honorífic de Fotografia Ciutat de Lleida. L'any següent va ser el català Fontcuberta amb l'anglès Martin Parr (també de l'agència Magnum) els encarregats del taller Documentary & Mockumentary. Després de quatre edicions el festival va tancar les portes per la difícil situació econòmica per la qual passava.